# Ljubić (Knić)
Pour les articles homonymes, voir Ljubić.
Ljubić (en serbe cyrillique : Љубић) est un village de Serbie situé dans la municipalité de Knić, district de Šumadija. Au recensement de 2011, il comptait 385 habitants.

## Démographie
| 1948 | 1953 | 1961 | 1971 | 1981 | 1991 | 2002 | 2011 |
| ---- | ---- | ---- | ---- | ---- | ---- | ---- | ---- |
| 557  | 559  | 537  | 504  | 456  | 442  | 385  | 385  |

|  |